# 라임즙

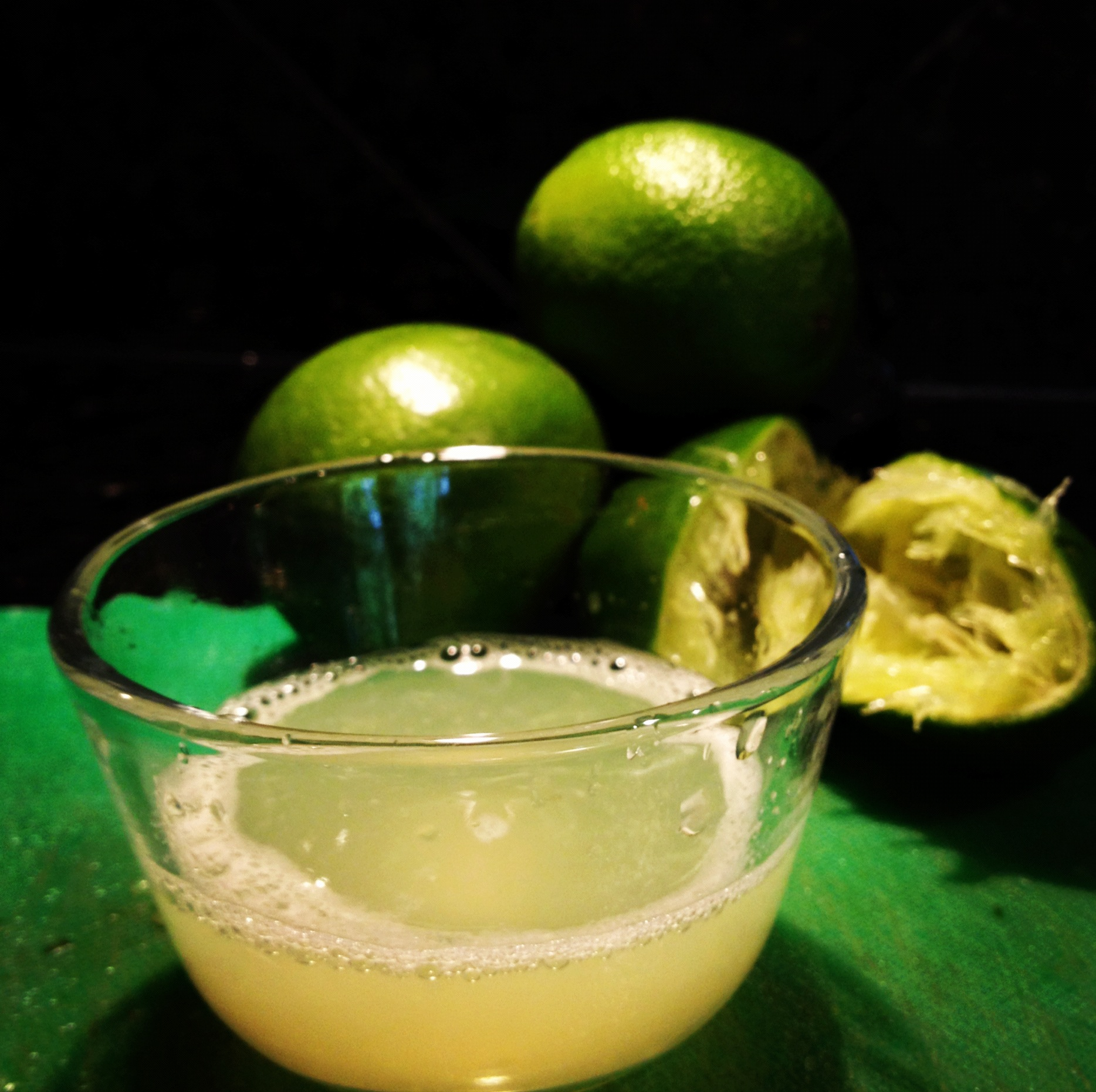
라임즙

라임즙은 라임을 누르거나 짜서 낸 즙이다.

## 같이 보기
- 레몬즙
- 라임에이드